# Szeptyckiella
Genre
Szeptyckiella est un genre de collemboles de la famille des Entomobryidae.

## Distribution
Les espèces de ce genre se rencontrent en Nouvelle-Calédonie et en Chine.

## Liste des espèces
Selon Checklist of the Collembola of the World (version du 14 septembre 2019) :
- Szeptyckiella boulouparica Zhang, Bedos & Deharveng, 2014
- Szeptyckiella lii Zhang, Bedos & Deharveng, 2014
- Szeptyckiella sinelloides Zhang, Bedos & Deharveng, 2014

## Publication originale
- Zhang, Bedos & Deharveng, 2014 : Disjunct distribution of Szeptyckiella gen. nov. from New Caledonia and South China undermines the monophyly of Willowsiini (Collembola: Entomobryidae). Journal of Natural History, vol. 48, no 21/22, p. 1299-1317